# Gânglio impar
O gânglio impar (também conhecido como gânglio de Walther) é uma característica anatômica solitária, encontrada na superfície ventral do cóccix, ao nível da articulação sacro-coccígea, onde forma a origem caudal da cadeia simpática bilateral e é o único gânglio autônomo não pareado no corpo. Ele fornece inervação simpática para a área perineal e anal.
É uma estrutura retroperitoneal solitária localizada anterior à junção sacrococcígea e marca o fim das duas cadeias simpáticas. O gânglio de forma variável tem aproximadamente 4 mm de comprimento e as fibras do gânglio viajam para os nervos espinhais sacrais ao longo dos ramos comunicantes cinza.